# Gynoplistia (Gynoplistia) tillyardi
Gynoplistia (Gynoplistia) tillyardi is een tweevleugelige uit de familie steltmuggen (Limoniidae). De soort komt voor in het Australaziatisch gebied.